# Campeonato Mundial de Natação em Piscina Curta de 2010 - 200 m costas masculino
A prova dos 200 metros nado costas masculino do Campeonato Mundial de Natação em Piscina Curta de 2010 foi disputado em 19 de dezembro em Dubai nos Emirados Árabes Unidos.

## Recordes
Antes desta competição, os recordes mundiais e do campeonato nesta prova eram os seguintes:
|    | Nome              | Nacionalidade | Tempo (minuto) | Local      | Data                   |
| -- | ----------------- | ------------- | -------------- | ---------- | ---------------------- |
| WR | Arkady Vyatchanin | Rússia        | 1:46.11        | Berlim     | 15 de novembro de 2009 |
| CR | Markus Rogan      | Áustria       | 1:47.84        | Manchester | 13 de abril de 2008    |

## Medalhistas
| Ouro              | Prata             | Bronze             |
| Ryan Lochte (USA) | Tyler Clary (USA) | Markus Rogan (AUT) |

## Resultados

### Eliminatórias
As eliminatórias ocorreram dia 19 de dezembro. Oito atletas num total de 51 se classificaram  para a final. 
| Colocação | Bateria | Raia | Nome                                 | Tempo   | Notas |
| --------- | ------- | ---- | ------------------------------------ | ------- | ----- |
| 1         | 6       | 5    | Ryan Lochte (USA)                    | 1:50.25 | Q     |
| 2         | 7       | 3    | Tyler Clary (USA)                    | 1:50.82 | Q     |
| 3         | 5       | 3    | Aschwin Wildeboer Faber (ESP)        | 1:51.63 | Q     |
| 4         | 5       | 4    | Markus Rogan (AUT)                   | 1:51.82 | Q     |
| 5         | 7       | 5    | Ryosuke Irie (JPN)                   | 1:51.85 | Q     |
| 6         | 6       | 4    | Radoslaw Kawecki (POL)               | 1:51.90 | Q     |
| 7         | 6       | 3    | Damiano Lestingi (ITA)               | 1:52.02 | Q     |
| 8         | 3       | 4    | John Tapp (CAN)                      | 1:52.15 | Q, NR |
| 9         | 6       | 6    | Omar Pinzón (COL)                    | 1:52.34 | SA    |
| 10        | 7       | 4    | Arkady Vyatchanin (RUS)              | 1:52.62 |       |
| 11        | 5       | 5    | Benjamin Stasiulis (FRA)             | 1:52.77 |       |
| 12        | 5       | 2    | Nicolaas Driebergen (NED)            | 1:53.65 |       |
| 13        | 7       | 6    | Derya Buyukuncu (TUR)                | 1:54.07 |       |
| 14        | 1       | 4    | Guy Barnea (ISR)                     | 1:54.23 |       |
| 15        | 1       | 3    | Zhang Fenglin (CHN)                  | 1:54.65 |       |
| 16        | 5       | 7    | Charles Francis (CAN)                | 1:54.82 |       |
| 17        | 7       | 7    | Kristian Kron (SWE)                  | 1:55.67 |       |
| 18        | 7       | 2    | Fabio Santi (BRA)                    | 1:56.24 |       |
| 19        | 7       | 1    | Andres Olvik (EST)                   | 1:56.36 | [NR   |
| 20        | 7       | 8    | Mattias Carlsson (SWE)               | 1:56.77 |       |
| 21        | 6       | 1    | Jonatan Kopelev (ISR)                | 1:57.05 |       |
| 22        | 4       | 8    | Sergey Pankov (UZB)                  | 1:58.28 |       |
| 23        | 5       | 1    | Lavrans Solli (NOR)                  | 1:59.00 |       |
| 24        | 5       | 8    | Jean-François Schneiders (LUX)       | 1:59.12 |       |
| 25        | 4       | 4    | Federico Grabich (ARG)               | 1:59.42 |       |
| 26        | 3       | 5    | Mohamed Hussein (EGY)                | 1:59.57 |       |
| 27        | 1       | 5    | Andrejs Duda (LAT)                   | 1:59.65 |       |
| 28        | 6       | 8    | Juan David Molina (COL)              | 1:59.97 |       |
| 29        | 4       | 6    | Lin Shih-Chieh (TPE)                 | 2:00.08 |       |
| 30        | 4       | 7    | Abdullah Altuwaini (KUW)             | 2:00.92 |       |
| 31        | 4       | 5    | Charles Hockin (PAR)                 | 2:01.66 |       |
| 32        | 3       | 7    | Rehan Jehangir Poncha (IND)          | 2:02.52 |       |
| 33        | 3       | 3    | Alex Hernández Medina (CUB)          | 2:02.95 |       |
| 34        | 4       | 2    | Chu Kevin Kam Yin (HKG)              | 2:04.19 |       |
| 35        | 3       | 2    | Jean Luis Apolinar Gomez Nuñez (DOM) | 2:04.26 |       |
| 36        | 4       | 3    | Oleg Rabota (KAZ)                    | 2:04.89 |       |
| 37        | 2       | 3    | Alar Lodi (EST)                      | 2:04.99 |       |
| 38        | 6       | 7    | Cheng Feiyi (CHN)                    | 2:06.25 |       |
| 39        | 3       | 8    | Shuaib Althuwaini (KUW)              | 2:06.30 |       |
| 40        | 2       | 4    | Nicholas James (ZIM)                 | 2:06.61 |       |
| 41        | 3       | 1    | Boris Kirillov (AZE)                 | 2:07.01 |       |
| 42        | 2       | 5    | Morad Berrada (MAR)                  | 2:07.18 |       |
| 43        | 2       | 6    | Mark Sammut (MLT)                    | 2:07.60 |       |
| 44        | 3       | 6    | Ngou Pok Man (MAC)                   | 2:08.65 |       |
| 45        | 2       | 2    | Mohammed Al Ghaferi (UAE)            | 2:08.92 |       |
| 46        | 2       | 7    | Edward Caruana Dingli (MLT)          | 2:11.11 |       |
| -         | 2       | 1    | Hamdan Iqbal Bayusuf (KEN)           | DNS     |       |
| -         | 2       | 8    | Daniel Arnamnart (AUS)               | DNS     |       |
| -         | 4       | 1    | Khachik Plavchyan (ARM)              | DNS     |       |
| -         | 5       | 6    | Camille Lacourt (FRA)                | DNS     |       |
| -         | 6       | 2    | Kvetoslav Svoboda (CZE)              | DNS     |       |

### Final
A final teve sua disputa realizada em 19 de dezembro.
| Colocação         | Raia | Nome                          | Tempo   | Notas |
| ----------------- | ---- | ----------------------------- | ------- | ----- |
| Medalha de ouro   | 4    | Ryan Lochte (USA)             | 1:46.68 | CR    |
| Medalha de prata  | 5    | Tyler Clary (USA)             | 1:49.09 |       |
| Medalha de bronze | 6    | Markus Rogan (AUT)            | 1:49.96 |       |
| 4                 | 3    | Aschwin Wildeboer Faber (ESP) | 1:50.01 |       |
| 5                 | 2    | Ryosuke Irie (JPN)            | 1:50.18 |       |
| 6                 | 7    | Radoslaw Kawecki (POL)        | 1:50.90 |       |
| 7                 | 8    | John Tapp (CAN)               | 1:52.56 |       |
| –                 | 1    | Damiano Lestingi (ITA)        |         | DSQ   |

Legenda
| Recorde mundial       | Recorde mundial (World record)               |                       | Recorde africano                      | Recorde africano (African) |                                           | Q | Classificado por posição (Qualified) |
| Recorde do campeonato | Recorde do campeonato (Championship record)  | Recorde da América    | Recorde da América (Americas)         | q                          | Classificado por melhor tempo (Qualified) |   |                                      |
| Melhor marca do ano   | Melhor marca do ano (World leading)          | Recorde asiático      | Recorde asiático (Asian)              | DNS                        | Não largou (Did not start)                |   |                                      |
| Recorde nacional      | Recorde nacional (National record)           | Recorde europeu       | Recorde europeu (European)            | DNF                        | Não terminou (Did not finish)             |   |                                      |
| Recorde pessoal       | Recorde pessoal do atleta (Personal best)    | Recorde da Oceania    | Recorde da Oceania (Oceania)          | DSQ / DQ                   | Desclassificado (Disqualified)            |   |                                      |
| Recorde da temporada  | Recorde da temporada do atleta (Season best) | Recorde sul-americano | Recorde sul-americano (South America) | NM                         | Sem marca (No mark)                       |   |                                      |